# Тур Сетифа
Тур Сетифа (фр. Tour international de Sétif),  —  шоссейная многодневная  велогонка,  проходящая  на территории Алжира.  Проводилась в 2014-2016 годах. Была включена в календарь UCI Africa Tour,  с категорией 2.2.

## Победители
| Год  | Победитель     | Второй              | Третий            |
| ---- | -------------- | ------------------- | ----------------- |
| 2014 | Томас Лебас    | Сергей Белых        | Артур Шаймуратов  |
| 2015 | Набиль Баз     | Абдеррахман Мансури | Буалем Бельмухтар |
| 2016 | Эссаид Абелаче | Адиль Барбари       | Томас Вайткус     |